# فهرست درجه‌های نظامی قدیم ایران
این فهرست شامل تمامی درجات نظامی ایران از آغاز شاهنشاهی هخامنشیان تا پایان حکومت پهلوی راه در بر میگیرد.

## درجه‌های نظامی در ایران باستان
سازمان سپاه هخامنشی (سْپادَ) بر پایهٔ سامانهٔ دهدهی بوده‌است که نسبت به رقیب یونانی برتری بسیار داشته‌است و در هیچ سپاه آسیایی تا زمان مغول‌ها به کار گرفته نشده‌است.
- سْپادَپَتی (spādapati*): فرمانده کل سپاه (این نام احتمالی است و به سرداری که قدرت کامل کشوری داشته‌است کارَنَ (kārana*) گفته می‌شده‌است)
- بَیوَرَپَتی (baivarapati*): فرمانده سپاه ده‌هزارنفره
- هَزارَپَتی (hazārapati*): فرمانده لشکر هزارنفره
- ثَتَپَتی (θatapati*): فرمانده گردان صدنفره
- دَثَپَتی (daθapati): فرمانده گروهان ده‌نفره

ارتش ایران باستان از چندین گروه‌بندی قابل کنترل تحت فرماندهی یک نفر تشکیل شده بود. این گروه‌بندی‌ها مبتنی بر سیستم شمارش دهدهی بود. برای مثال در ارتش هخامنشیان کوچکترین یگان از ۱۰ نفر سرباز تشکیل شده بود که به آن دَثه‌ (پارسی باستان: daθa «دهه») می‌گفتند و فرمانده آن یک دثه‌پَتی (پارسی باستان: daθapati «ده‌بد») بود. پس از آن یگان ۱۰۰ نفری بود که به آن ثتَه‌ (پارسی باستان: θata «صده») می‌گفتند و فرمانده آن یک ثته‌پتی (پارسی باستان: θatapati «صدبد») بود. یک یگان ۱۰۰۰ نفره هزاره‌ (پارسی باستان: hazāra) نام داشت که فرمانده آن هزاره‌پتی (پارسی باستان: hazārapati هزاربد) خوانده می‌شد و یک یگان ۱۰٬۰۰۰ نفری بَیوَره (پارسی باستان: baivara) نامیده می‌شد که فرمانده آن یک بیوره‌پتی (پارسی باستان: baivarapati «بیوربد») بود. کل نیروهای مسلح هخامنشیان سپاده (پارسی باستان: spāda- «سپاه») و فرمانده کل نیروهای مسلح سپاده‌پَتی (پارسی باستان: spādapati «سپاهبد») خوانده می‌شدند.
در زمان اشکانیان نیز نیروهای مسلح سپاذ (پارتی: spāδ) و فرمانده کل نیروهای مسلح سپاذبد (پارتی: spāδbad) خوانده می‌شدند. اما در سپاه اشکانیان صده‌ها «وَست» (پارتی: wast)، هزاره‌ها «درفش» (پارتی: drafš) و بَیوَره‌ها «گُند» (پارتی: gund) نامیده می‌شدند. فرماندهان این یگان‌ها «وست‌سالار» (پارتی: wast-sālār)، «درفش‌سالار» (پارتی: drafš-sālār) و «گندسالار» (پارتی: gund-sālār) نامیده می‌شدند.
در زمان ساسانیان نیز سپاه (پارسی میانه: spāh) بر پایه سیستم شمارش دهدهی گروهبندی می‌شد، فرمانده آن سپاهبد (پارسی باستان: spāhbed) خوانده می‌شد. دهه‌ها «رده» (پارسی میانه: radag) و صده‌ها «تَهم» (پارسی میانه: tahm) نامیده و فرمانده آن تهم‌دار (پارسی میانه: tahmdār) خوانده می‌شدند. یگان‌های ۵۰۰ نفره «وَشت» (پارسی میانه: wašt) و فرمانده آن «وشت‌سالار» (پارسی میانه: wašt-sālār) نام داشته‌اند. یک یگان ۱۰۰۰ نفره درفش (پارسی میانه: drafš) نام داشت که فرمانده آن درفش‌سالار (پارسی میانه: drafš-sālār) خوانده می‌شد و یک یگان ۵٬۰۰۰ نفری گند (پارسی میانه: gund) نامیده می‌شد که فرمانده آن یک گندسالار (پارسی میانه: gund-sālār) بود.

## درجه‌های نظامی در ایران صفوی، افشار، زند و اوایل قاجار

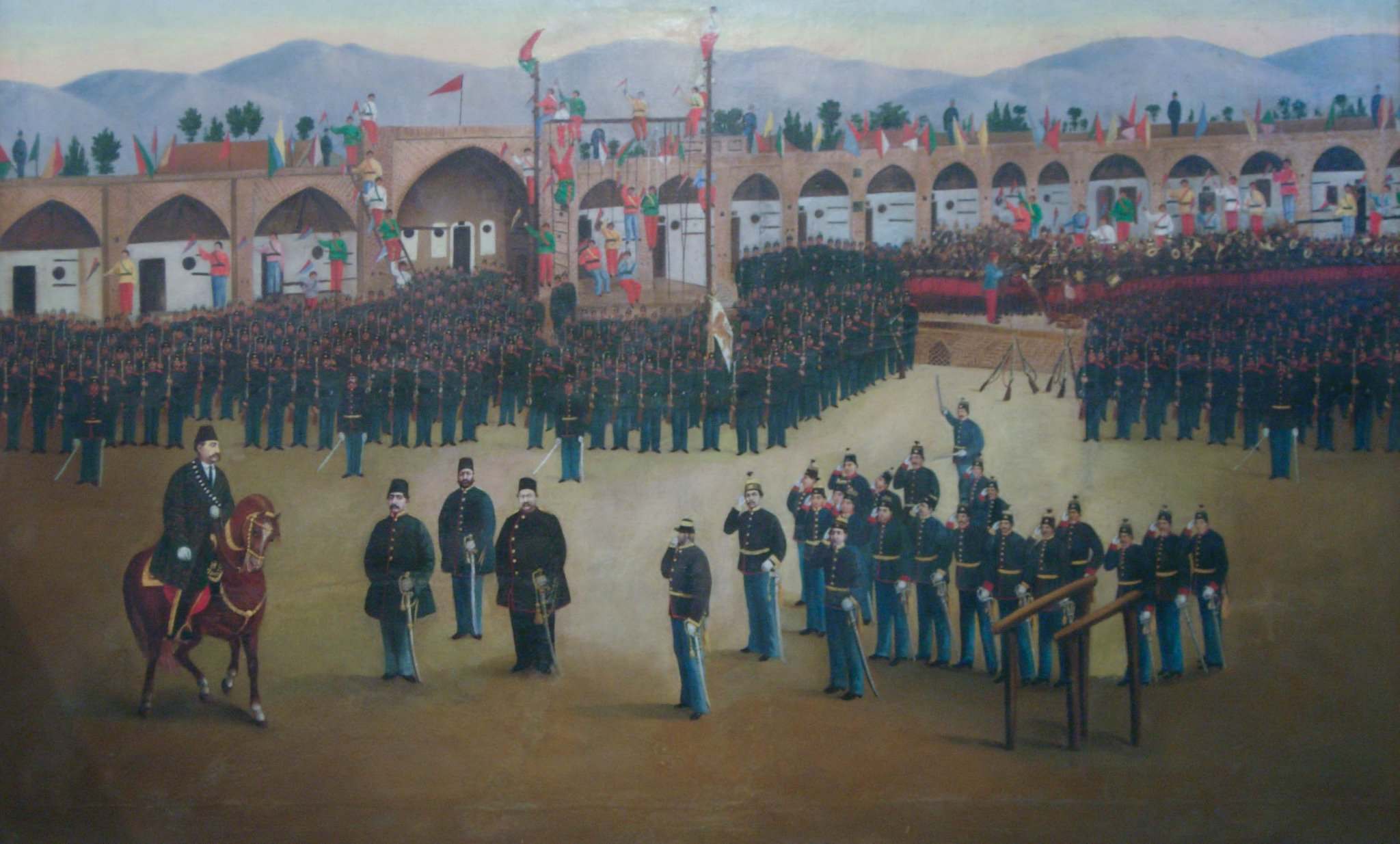
یک نقاشی قدیمی از سان دیدن در میدان مشق

نام‌های این درجه‌ها بیشتر به زبان ترکی هستند و تا دورهٔ قاجار چندان تغییری در آن‌ها داده نشده بود. این درجه‌ها اغلب بر پایهٔ شمارِ نفراتِ زیر فرمانِ هر فرمانده تعریف می‌شده‌اند.
- خان: فرمانده هشت‌هزار تا ده‌هزار سرباز
- سلطان: در آغاز، درجه‌ای بالاتر از مین‌باشی و پایین‌تر از خان بود، ولی بعدها تا فرماندهی یکصد تن (یوزباشی) تنزل یافت و سرانجام سروان نامیده شد.
- ایکی‌مین‌باشی یا دومین‌باشی: فرمانده دوهزار سرباز
- مین‌باشی: فرمانده یک‌هزار سرباز
- بش‌یوزباشی یا پانصدباشی: فرمانده پانصد سرباز
- یوزباشی: فرمانده یکصد سرباز
- اَلّی‌باشی یا پنجاه‌باشی: فرمانده پنجاه سرباز
- اون‌باشی یا ده‌باشی: فرمانده ده سرباز

## درجه‌هاینظامی در دوران قاجار
| درجه‌های دوره قاجار | درجه‌های دوره قاجار |
| امروزی             | دوره قاجار         |
| ------------------ | ------------------ |
| ارتشبد             | نویان اعظم         |
| سپهبد              | امیر نویان         |
| سرلشکر             | امیر تومان         |
| سرتیپ              | میرپنج             |
| سرهنگ              | سرهنگ              |
| سرهنگ دوم          | نایب‌سرهنگ          |
| سرگرد              | یاور               |
| سروان              | سلطان              |
| ستوان یکم          | نایب اول           |
| ستوان دوم          | نایب دوم           |
| استوار یکم         | معین نایب درجه یک  |
| استوار دوم         | معین نایب درجه دو  |
| سرگروهبان          | وکیل اول           |
| گروهبان دوم        | وکیل راست          |
| گروهبان سوم        | وکیل چپ            |
| سرجوخه             | سرجوقه             |
| سرباز یکم          | تابین اول          |
| سرباز دوم          | تابین دوم          |
| سرباز              | تابین              |

پس از اصلاحاتی که با آمدن ژنرال بریگاد (سرتیپ) کلود ماتیو گاردان در سپاه ایران آغاز شد، تحولاتی در این زمینه نیز صورت گرفت. نکته‌ای که باید بدان توجه داشت این است که در آن زمان از مرتبه‌ها یا رتبه‌های شمشیربندان یاد می‌شد که هر کدام دارای سه درجه بودند.
- نویان یا امیرنویان: از این رتبه با نام سپهسالار یا سردار نیز یاد شده‌است. نویان درجه‌اول را «نویان اعظم» می‌نامیدند. اگر آن را یک رتبه بالاتر از امیرتومان (سرلشکر) در نظر بگیریم، معادل سپهبد در ارتش‌های کنونی بوده‌است؛ ولی در نوشته‌های قدیم نویان را فرمانده یکصدهزار تن به‌شمار می‌آوردند که در این صورت معادل ارتشبد بوده‌است. هر چند که کل قشون ایران این تعداد سرباز نداشت و سبب می‌شد امیرنویان یک رتبهٔ تشریفاتی باشد.
- امیرتومان: تومان به زبان مغولی به معنای ده‌هزار می‌باشد و امیرتومان فرمانده ده‌هزار تن به‌شمار می‌آمده‌است.
- سرتیپ
- سرهنگ
- یاور
- سلطان
- نایب
- بیگزاده

پس از این‌ها رتبه‌های زیر قرار دارد که این‌ها شامل سه درجه نیستند:
- وکیل‌باشی
- وکیل
- سرجوقه

پایین‌تر از این رتبه‌ها «تابین» قرار داشته که دارای دو درجه بوده‌است:
- تابین درجه‌اول
- تابین درجه‌دوم

در دورهٔ صدارت میرزا آقاخان نوری رتبه‌ای با نام امیرپنجه یا میرپنج پایین‌تر از امیرتومان و بالاتر از سرتیپ ابداع شد که آن نیز دارای سه درجه بود؛ ولی ظاهراً پس از مدتی این رتبه حذف شد و میرپنج معادل «رتبهٔ سرتیپی از نوع درجهٔ اول» گشت.
در اواخر دوران قاجار تغییرات دیگری نیز در رتبه‌های قشون اعمال گردید.
همچنین نام درجه‌های «ژاندارمری دولتی ایران» (امنیه) بیشتر از زبان فرانسوی گرفته شده بود؛ همچون «ژنرال»، «کلنل»، «ماژور»، «کاپیتان»، «لیوتنان»، «آسپیران»، «ژاندارم» و…

## درجه‌های شهربانی از ۱۳۱۵ تا حدود ۱۳۲۵
| درجهٔ شهربانی | معادل ارتشی | نام قدیمی در نظمیه |
| ------------ | ----------- | ------------------ |
| سرپاس        | سرتیپ       | سرتیپ              |
| پاسیار یکم   | سرهنگ       | سرهنگ              |
| پاسیار دوم   | سرهنگ دوم   | نایب سرهنگ         |
| یاور         | سرگرد       | یاور               |
| سربَهر        | سروان       | سلطان              |
| رَسَدبان یکم   | ستوان یکم   | نایب اول           |
| رسدبان دوم   | ستوان دوم   | نایب دوم           |
| سرپاسبان یکم | گروهبان یکم | وکیل‌باشی           |
| سرپاسبان دوم | گروهبان دوم | وکیل راست          |
| سرپاسبان سوم | گروهبان سوم | وکیل چپ            |
| پاسبان       | سرباز       | آژان               |